# Stille Hilfe für Südtirol
Stille Hilfe für Südtirol era un'associazione non-profit dedicata, secondo lo statuto, al sostegno dei "membri in difficoltà della minoranza tedesca in Alto Adige". Essa operò tra il 1963 e il 2003. La notorietà a livello nazionale l'ha ottenuta mediante la cosiddetta "scatola di formaggio" del suo presidente Gerhard Bletschacher.

## Obiettivi
Secondo il suo statuto, l'associazione aveva come obiettivo principale "la conservazione del popolo e delle tradizioni al servizio, al fine esclusivo, per assistere immediatamente gli aspetti idealistici, sociali e fisici, a tutti i membri in difficoltà della minoranza tedesca in Alto Adige." Come risultato di questo obiettivo, l'associazione dovrebber includere le famiglie contadine bisognose che vivono in villaggi poco abitati.

## Storia
L'associazione fu fondata il 13 marzo 1963 da Gerhard Bletschacher, che rimase presidente fino a maggio 1995. Nel corso del tempo, è stato possibile ottenere più di 30.000 soci e sostenitori e raccogliere 60 milioni di marchi tedeschi. Il denaro fu successivamente utilizzato per la costruzione di asili, mezzi di soccorso e le famiglie di agricoltori in difficoltà. In collaborazione con la Südtiroler Bauernbund (SBB) e il giornale Dolomiten, ogni anno si eleggeva il "Südtiroler Bergbauernpreis", il contadino che viveva e lavorava in zone maggiormente svantaggiate.
Nel 1995 è stato annunciato che Bletschacher aveva sottratto 4,7 milioni di marchi tedeschi dai fondi dell'associazione per la sua società in difficoltà. Bletschacher fece un passo indietro dimettendosi da presidente e successivamente fu condannato a 3 anni e 9 mesi di reclusione. L'incidente divenne noto dopo come l'affare della scatola d'imballaggio di formaggio.
Dopo la presidenza di Bletschacher, vi fu quella di Walter Layritz. Dopo 40 anni, precisamente nel 2003, l'associazione è stata sciolta.